# Netelia cockerelli
Netelia cockerelli là một loài tò vò trong họ Ichneumonidae.